# Jerry Sloan
Gerald Eugene Sloan, detto Jerry (McLeansboro, 28 marzo 1942 – Salt Lake City, 22 maggio 2020), è stato un cestista e allenatore di pallacanestro statunitense, membro del Naismith Memorial Basketball Hall of Fame dal 2009 in qualità di allenatore.

## Carriera

### Bandiera di Chicago nella NBA

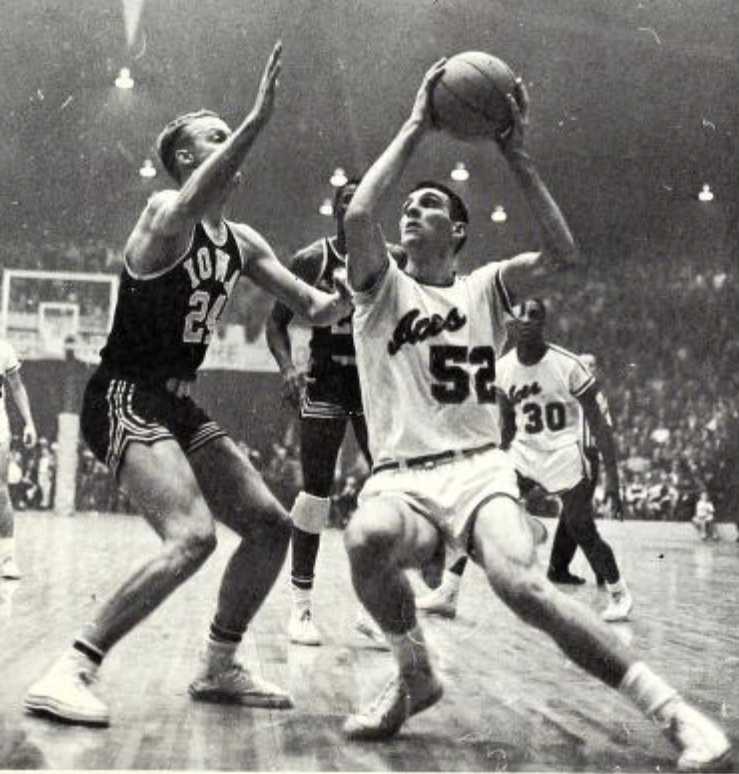
Jerry Sloan con la maglia dell'Università di Evansville nel 1965

Dopo un'eccellente carriera universitaria a Evansville che lo vide vincere due titoli NCAA Division II, venne selezionato con la quarta scelta assoluta dai Baltimore Bullets nel draft NBA del 1965. L'avventura ai Bullets durò una sola stagione, al termine della quale venne scelto dai neonati Chicago Bulls nell'expansion draft.
Nei primi due anni a Chicago, Sloan lavorò sotto coach Red Kerr, poi arrivò sulla panchina Dick Motta, che gestì la squadra nelle successive otto stagioni. Chicago inanellò cinque stagioni vincenti consecutive e raggiunse due finali di Conference consecutive, nel 1974 e nel 1975, perdendole contro i Milwaukee Bucks di Kareem Abdul-Jabbar e contro i Golden State Warriors di Rick Barry.
L'anno successivo Sloan si infortunò gravemente al ginocchio e fu costretto al ritiro. Senza di lui la squadra crollò, finendo con un record di 24-58.
Ha terminato la sua carriera con 14 punti e, soprattutto, 7,4 rimbalzi a partita: una media incredibile per una guardia.

### Ancora a Chicago, da allenatore

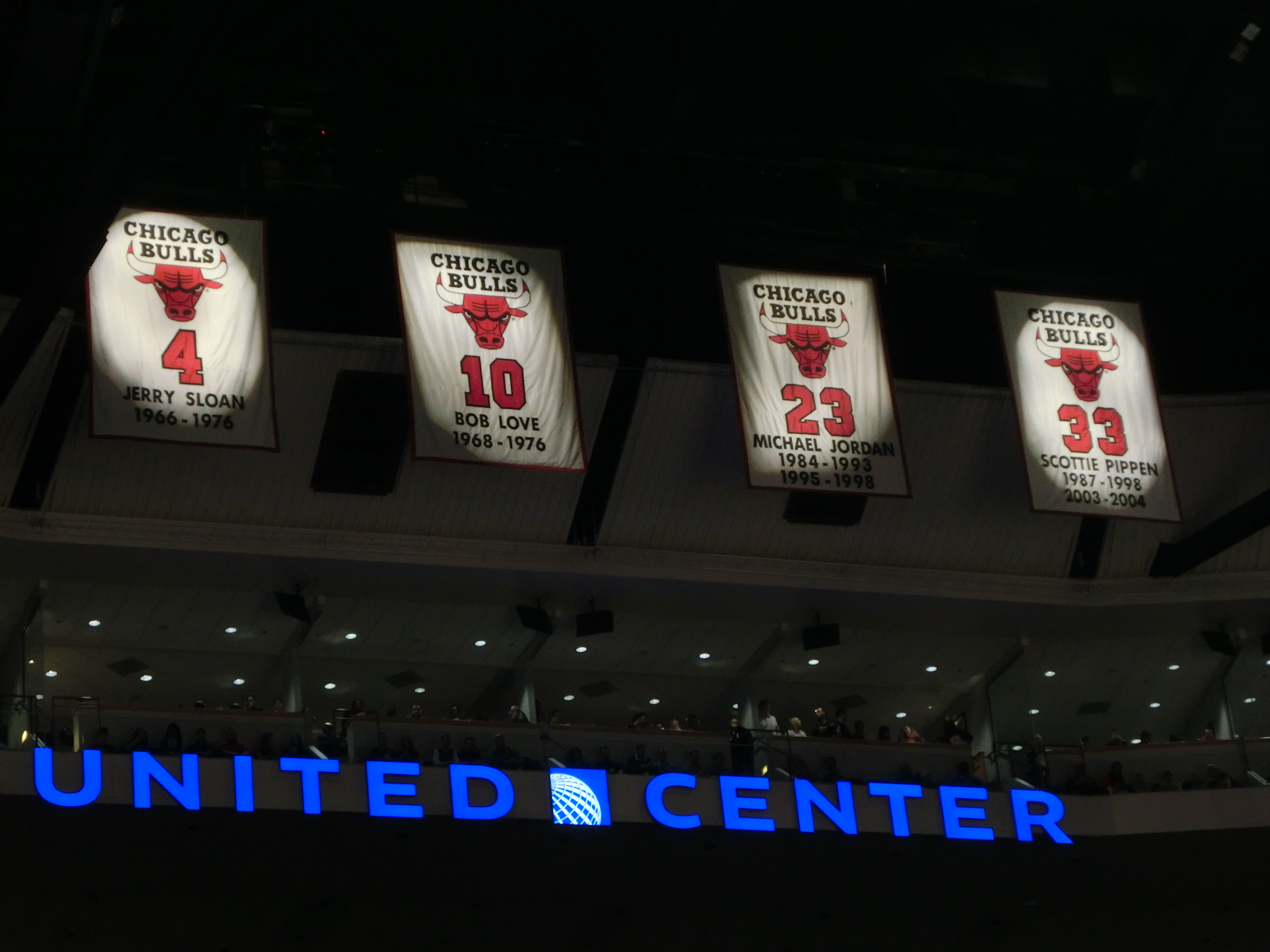
I Chicago Bulls hanno ritirato i numeri allo United Center il 26 gennaio 2012

Chiusa la carriera da giocatore i Bulls gli offrirono prima un posto da scout e, nella stagione 1977-78, la carica di vice-allenatore, per promuoverlo poi capo allenatore nel 1979. Sono i Bulls di Reggie Theus e Artis Gilmore, sicuramente una squadra dal grande potenziale.
Una stagione mediocre all'esordio fa da prologo ad una buona annata nel 1980-81. La squadra ottiene un record di 45-37 ma, al secondo turno dei play-off, si trova di fronte Larry Bird e i futuri campioni dei Boston Celtics. È troppo per questi Bulls, che finiscono travolti per 4-0.
L'anno seguente Sloan non termina la stagione: viene rimpiazzato dopo 51 partite da Rod Thorn.

### Coach da record a Salt Lake City
Jerry Sloan diventa coach degli Utah Jazz nel 1988. In questi anni nella squadra nascono e si consolidano stelle NBA del calibro di Karl Malone e John Stockton, raggiungendo 2 NBA Finals nel 1997 e nel 1998, venendo in entrambi i casi sconfitto dai Chicago Bulls di Michael Jordan.

### La fine dell'era Sloan

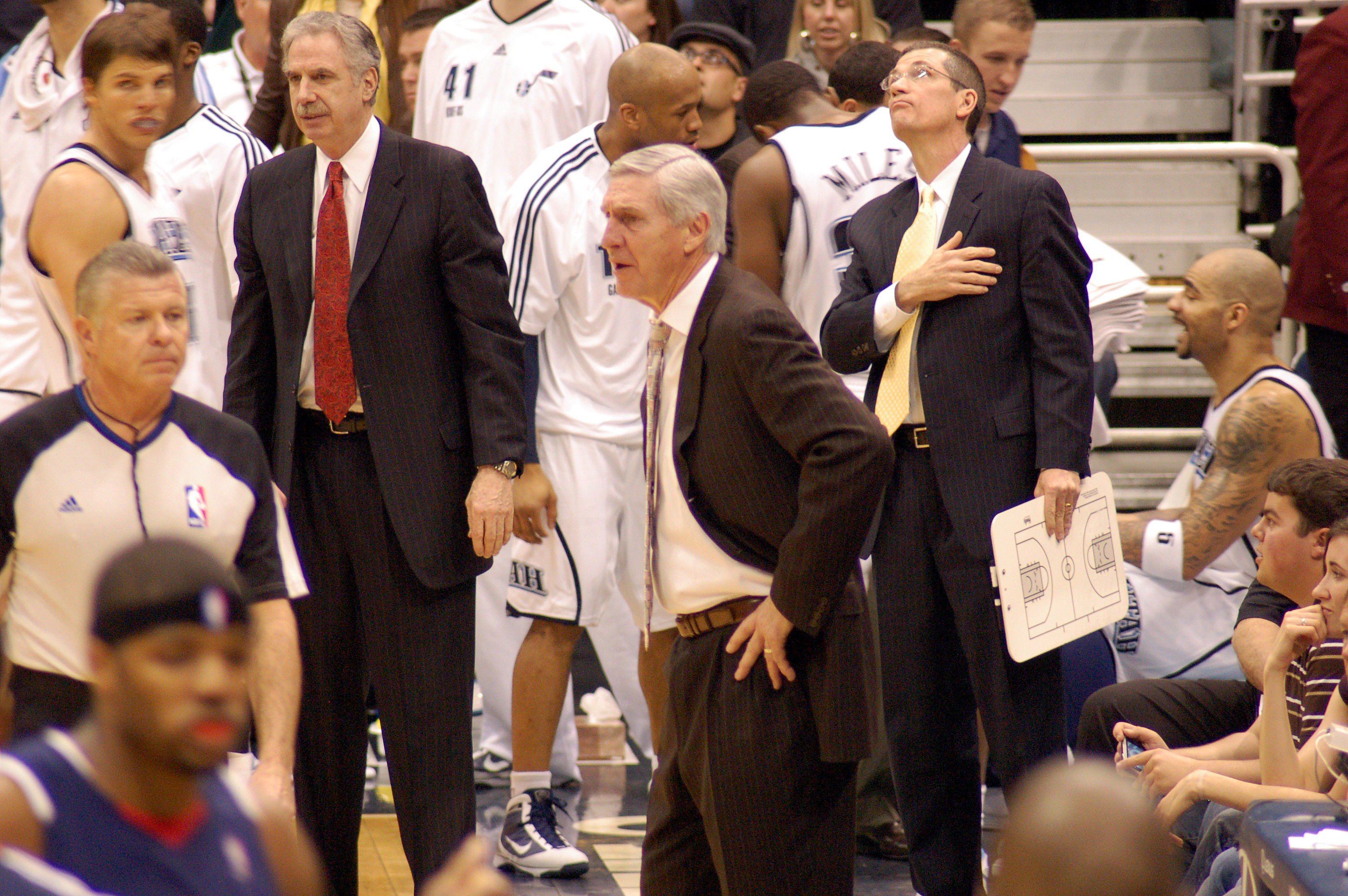
Jerry Sloan negli ultimi anni di carriera

Il 10 febbraio 2011, dopo 23 anni sulla panchina dei Jazz, Jerry Sloan annuncia le sue dimissioni dalla guida della franchigia di Salt Lake City.
Alla base di questa sorprendente decisione ci sarebbero alcune importanti divergenze con la stella della squadra, Deron Williams. In vero stile-Sloan però Jerry non accende polemiche giustificando il ritiro per "mancanza della giusta energia per restare in panchina". Le dimissioni di Sloan fecero sì che anche il suo vice, Phil Johnson, arrivasse a rinunciare alla propria carica dichiarando: «Sono arrivato con Jerry e me ne vado con lui». Sloan chiuse la sua carriera a Salt Lake City con il record di 1221 vinte e 803 perse (è il quarto coach più vincente della lega) e la soddisfazione di aver portato i Jazz a due finali NBA consecutive, perse entrambe contro i Chicago Bulls di Michael Jordan.

## Vita privata
Sloan è stato sposato con la sua prima moglie, Bobbye, per 41 anni. Conosciutisi durante il liceo, i due sono rimasti insieme fino alla morte di lei, avvenuta nel 2004 a causa di una neoplasia del pancreas. Precedentemente alla diagnosi, la moglie aveva già lottato per 6 anni contro una forma di tumore al seno. 
Nel 2006, Sloan è convolato a nuove nozze, con Tammy Jessop.

## Morte
Nell'aprile del 2016, a Sloan è stata diagnosticata la malattia di Parkinson con demenza da corpi di Lewy. È scomparso nel 2020 all'età di 78 anni per le complicazioni di queste patologie.

## Statistiche

### NBA

#### Regular Season
| Anno      | Squadra           | PG  | PT | MP   | TC%  | 3P% | TL%  | RP  | AP  | PRP | SP  | PP   |
| --------- | ----------------- | --- | -- | ---- | ---- | --- | ---- | --- | --- | --- | --- | ---- |
| 1965-1966 | Baltimore Bullets | 59  | -  | 16,1 | 41,5 | -   | 70,5 | 3,9 | 1,9 | -   | -   | 5,7  |
| 1966-1967 | Chicago Bulls     | 80  | -  | 36,8 | 43,2 | -   | 79,6 | 9,1 | 2,1 | -   | -   | 17,4 |
| 1967-1968 | Chicago Bulls     | 77  | -  | 31,9 | 38,5 | -   | 74,9 | 7,7 | 3,0 | -   | -   | 13,3 |
| 1968-1969 | Chicago Bulls     | 78  | -  | 37,7 | 41,7 | -   | 74,5 | 7,9 | 3,5 | -   | -   | 16,8 |
| 1969-1970 | Chicago Bulls     | 53  | -  | 34,4 | 42,1 | -   | 65,1 | 7,0 | 3,1 | -   | -   | 15,6 |
| 1970-1971 | Chicago Bulls     | 80  | -  | 39,3 | 44,1 | -   | 71,5 | 8,8 | 3,5 | -   | -   | 18,3 |
| 1971-1972 | Chicago Bulls     | 82  | -  | 37,0 | 44,4 | -   | 66,0 | 8,4 | 2,6 | -   | -   | 16,2 |
| 1972-1973 | Chicago Bulls     | 69  | -  | 35,0 | 41,1 | -   | 70,7 | 6,9 | 2,2 | -   | -   | 10,1 |
| 1973-1974 | Chicago Bulls     | 77  | -  | 37,1 | 44,7 | -   | 71,1 | 7,2 | 1,9 | 2,4 | 0,1 | 13,2 |
| 1974-1975 | Chicago Bulls     | 78  | -  | 33,0 | 43,9 | -   | 74,8 | 6,9 | 2,1 | 2,2 | 0,2 | 12,2 |
| 1975-1976 | Chicago Bulls     | 22  | -  | 28,0 | 40,0 | -   | 70,5 | 5,3 | 1,0 | 1,2 | 0,2 | 10,1 |
| Carriera  | Carriera          | 755 | -  | 34,1 | 42,7 | -   | 72,2 | 7,4 | 2,5 | 2,2 | 0,2 | 14,0 |

#### Playoffs
| Anno     | Squadra           | PG | PT | MP   | TC%  | 3P% | TL%  | RP   | AP  | PRP | SP  | PP   |
| -------- | ----------------- | -- | -- | ---- | ---- | --- | ---- | ---- | --- | --- | --- | ---- |
| 1966     | Baltimore Bullets | 2  | -  | 17,0 | 41,7 | -   | 75,0 | 8,0  | 3,0 | -   | -   | 6,5  |
| 1967     | Chicago Bulls     | 3  | -  | 23,7 | 38,7 | -   | 66,7 | 3,3  | 0,3 | -   | -   | 10,0 |
| 1968     | Chicago Bulls     | 5  | -  | 27,4 | 32,4 | -   | 76,0 | 6,4  | 2,4 | -   | -   | 8,6  |
| 1970     | Chicago Bulls     | 5  | -  | 38,0 | 39,2 | -   | 64,0 | 7,8  | 2,2 | -   | -   | 14,8 |
| 1971     | Chicago Bulls     | 7  | -  | 40,6 | 43,6 | -   | 73,9 | 9,0  | 2,4 | -   | -   | 17,0 |
| 1972     | Chicago Bulls     | 4  | -  | 42,5 | 40,6 | -   | 57,9 | 8,8  | 2,5 | -   | -   | 15,8 |
| 1973     | Chicago Bulls     | 7  | -  | 41,7 | 43,7 | -   | 73,7 | 8,4  | 2,0 | -   | -   | 14,9 |
| 1974     | Chicago Bulls     | 6  | -  | 40,0 | 44,3 | -   | 75,9 | 10,3 | 2,0 | 1,2 | 0,2 | 16,7 |
| 1975     | Chicago Bulls     | 13 | -  | 36,2 | 46,0 | -   | 55,6 | 7,4  | 2,0 | 1,5 | 0,0 | 13,1 |
| Carriera | Carriera          | 52 | -  | 36,3 | 42,7 | -   | 67,7 | 7,9  | 2,1 | 1,4 | 0,1 | 13,8 |

### Allenatore
| Stagione | Squadra       | Regular Season | Regular Season | Regular Season | Regular Season | Regular Season           | Post Season                                                     |
| Stagione | Squadra       | V              | P              | % V            | G              | Posizione finale         | Post Season                                                     |
| -------- | ------------- | -------------- | -------------- | -------------- | -------------- | ------------------------ | --------------------------------------------------------------- |
| 1979-80  | Chicago Bulls | 30             | 52             | 36,6           | 82             | 4º in Midwest Division   | Manca i play-off                                                |
| 1980-81  | Chicago Bulls | 45             | 37             | 54,9           | 82             | 2º in Central Division   | Sconfitto alle Semifinali di Conference dai Celtics (0-4)       |
| 1981-82  | Chicago Bulls | 19             | 32             | 37,3           | 51             | -                        | -                                                               |
| 1988-89  | Utah Jazz     | 40             | 25             | 61,5           | 65             | 1º in Midwest Division   | Sconfitto al primo round dagli Warriors (0-3)                   |
| 1989-90  | Utah Jazz     | 55             | 27             | 67,1           | 82             | 2º in Midwest Division   | Sconfitto al primo round dai Suns (2-3)                         |
| 1990-91  | Utah Jazz     | 54             | 28             | 65,9           | 82             | 2º in Midwest Division   | Sconfitto alle Semifinali di Conference dai Trail Blazers (1-4) |
| 1991-92  | Utah Jazz     | 55             | 27             | 67,1           | 82             | 1º in Midwest Division   | Sconfitto alle Finali di Conference dai Trail Blazers (2-4)     |
| 1992-93  | Utah Jazz     | 47             | 35             | 57,3           | 82             | 3º in Midwest Division   | Sconfitto al primo round dai SuperSonics (2-3)                  |
| 1993-94  | Utah Jazz     | 53             | 29             | 64,6           | 82             | 3º in Midwest Division   | Sconfitto alle Finali di Conference dai Rockets (1-4)           |
| 1994-95  | Utah Jazz     | 60             | 22             | 73,2           | 82             | 2º in Midwest Division   | Sconfitto al primo round dai Rockets (2-3)                      |
| 1995-96  | Utah Jazz     | 55             | 27             | 67,1           | 82             | 2º in Midwest Division   | Sconfitto alle Finali di Conference dai SuperSonics (3-4)       |
| 1996-97  | Utah Jazz     | 64             | 18             | 78,0           | 82             | 1º in Midwest Division   | Sconfitto alle NBA Finals dai Bulls (2-4)                       |
| 1997-98  | Utah Jazz     | 62             | 20             | 75,6           | 82             | 1º in Midwest Division   | Sconfitto alle NBA Finals dai Bulls (2-4)                       |
| 1998-99  | Utah Jazz     | 37             | 13             | 74,0           | 50             | 2º in Midwest Division   | Sconfitto alle Semifinali di Conference dai Trail Blazers (2-4) |
| 1999-00  | Utah Jazz     | 55             | 27             | 67,1           | 82             | 1º in Midwest Division   | Sconfitto alle Semifinali di Conference dai Trail Blazers (2-4) |
| 2000-01  | Utah Jazz     | 53             | 29             | 64,6           | 82             | 2º in Midwest Division   | Sconfitto al Primo Round dai Mavericks (2-3)                    |
| 2001-02  | Utah Jazz     | 44             | 38             | 53,7           | 82             | 4º in Midwest Division   | Sconfitto al Primo Round dai Kings (1-3)                        |
| 2002-03  | Utah Jazz     | 47             | 35             | 57,3           | 82             | 4º in Midwest Division   | Sconfitto al Primo Round dai Kings (1-4)                        |
| 2003-04  | Utah Jazz     | 42             | 40             | 51,2           | 82             | 7º in Midwest Division   | Manca i play-off                                                |
| 2004-05  | Utah Jazz     | 26             | 56             | 31,7           | 82             | 5º in Northwest Division | Manca i play-off                                                |
| 2005-06  | Utah Jazz     | 41             | 41             | 50,0           | 82             | 2º in Northwest Division | Manca i play-off                                                |
| 2006-07  | Utah Jazz     | 51             | 31             | 62,2           | 82             | 1º in Northwest Division | Sconfitto alle Finali di Conference dagli Spurs (1-4)           |
| 2007-08  | Utah Jazz     | 54             | 28             | 65,9           | 82             | 1º in Northwest Division | Sconfitto alle Semifinali di Conference dai Lakers (2-4)        |
| 2008-09  | Utah Jazz     | 48             | 34             | 58,5           | 82             | 3º in Northwest Division | Sconfitto al Primo Round dai Lakers (1-4)                       |
| 2009-10  | Utah Jazz     | 53             | 29             | 64,6           | 82             | 2º in Northwest Division | Sconfitto alle Semifinali di Conference dai Lakers (0-4)        |
| 2010-11  | Utah Jazz     | 31             | 23             | 57,4           | 54             | -                        | -                                                               |
|          | Carriera      | 1221           | 803            | 60,3           | 2024           |                          |                                                                 |

## Palmarès

### Giocatore
- NBA All-Defensive Team: 6

First Team: 1969, 1972, 1974, 1975
Second Team: 1970, 1971
- NBA All-Star Game: 2

1967, 1969
- Il suo numero 4 è stato ritirato dai Chicago Bulls

### Allenatore
- Allenatore degli Utah Jazz per 23 stagioni consecutive (1127 vittorie): record nella storia degli sport americani. Il suo record di 1127 è rimasto imbattuto fino al 4 febbraio 2017: la vittoria dei San Antonio Spurs contro i Denver Nuggets per 121-97 ha permesso a Greg Popovich di raggiungere il record NBA all time di 1128 vittorie con la stessa squadra e di battere il precedente record di Jerry Sloan.[4]
- Inserito tra i 15 Greatest Coaches in NBA History nel 2022
- Inserito nella Naismith Memorial Basketball Hall of Fame nel 2009